# Malungs folkhögskola
Malungs folkhögskola är en folkhögskola belägen i Malung i Västerdalarna. Skolan har cirka 120 elevplatser och ett internat med plats för omkring 70 elever. Skolan grundades år 1909 och huvudman sedan 1947 är Region Dalarna.
Skolan har kurser inom bland annat hantverk, längdåkning och löpning, friluftsliv/ledarskap och folkmusik – det sistnämnda något man erbjudit sedan 1970-talet och som lockat elever från flera länder i Europa.